# Újvágás
Újvágás (románul Lazuri) falu Romániában, Szilágy megyében.

## Fekvése
Szilágysomlyótól délre, Valkóváraljától délkeletre, Krasznafüzes és Felsővalkó közt fekvő település.

## Története
A falu nevét 1481-ben Wywagas néven említette először oklevél, mint Kraszna vármegyei, Valkó várához tartozó falut, mely a Bánffyak birtoka volt.
1492-ben Új-Vágás, 1497-ben Ujjvágas, 1575-ben Vyvagasnak írták.
1537-ben Somlyói Báthory István erdélyi vajda fiait Andrást, Kristófot és Istvánt iktatták be az itteni birtokba.
1641-ben Losonczy Bánffy Zsuzsanna Jeszeniczei Szunyogh Gáspárné birtoka volt, aki azt eladta Gerőmonostori Kemény Jánosnak és örököseinek. Később a Rákócziak birtoka volt, majd a kincstáré lett, aki Cserei Farkas udvari tanácsosnak adta.
1733-ban végzett összeíráskor mindössze 9 román család élt itt.
Az 1808-as összeíráskor báró Bánffy, gróf Petki, gróf Bánffy, báró Kemény és Vai családok birtoka volt.
1847-ben 364 lakosa volt, valamennyi görögkatolikus.
1890-ben 281 lakosából 10 magyar, 270 román, 1 egyéb nyelvű volt, ebből 274 görögkatolikus, 7 izraelita volt. A házak száma ekkor 54 volt.
1910-ben 336 lakos élt a településen, ebből 6 volt magyar, 330 román, melyből 330 görögkatolikus, 5 izraelita volt.
A trianoni békeszerződésig Újvágás Szilágy vármegye Krasznai járásához tartozott.

## Nevezetességek
- Ortodox templom